# Chile, la alegría ya viene
«Chile, la alegría ya viene» (с исп. — «Чили, радость грядёт») — музыкальный альбом, выпущенный независимым лейблом «Alerce» в поддержку организованной «Коалицией партий за демократию» кампании «НЕТ» перед референдумом 1988 года о продлении полномочий Аугусто Пиночета.
Возглавлявший альбом одноимённый джингл получил крупную популярность, стал официальным символом кампании и в значительной степени способствовал её успеху.

## Производство
Согласно Конституции Чили 1980 года, принятой на организованном военной хунтой референдуме, в 1988 году должен состояться ещё один референдум, на который выносился вопрос о продлении полномочий генерала Аугусто Пиночета ещё на 8 лет. Сам Пиночет не был заинтересован в нём, особенно после выхода из хунты главкома ВВС генерала Густаво Ли, критиковавшего его с ультраправых позиций, массовой международной кампании чилийских эмигрантов из запрещённых партий «Народного единства», активно освещавших многочисленные преступления пиночетовского режима, а также усиления партизанской войны против него, однако под давлением части генералитета и США был вынужден отказаться от своих планов и санкционировать проведение референдума.
Установленные хунтой ограничения для агитации (в частности, провластная кампания «ДА» забрала себе весь прайм-тайм на телевидении и радио) поставили оппозиционные партии (в первую очередь, ХДП, СПЧ, Партию за демократию и КПЧ, функционирующие на полулегальном положении) перед необходимостью поиска новых форм для её ведения, которые могли бы и обойти эти ограничения, и донести до избирателей посыл голосовать против Пиночета. Первым удачным шагом стал выбор логотипа в виде радуги, отображающей как различные политические взгляды оппозиционных партий, так и надежду на более лучшее будущее. Сценарист Серхио Браво предполагал сделать упор в кампании «НЕТ» на развенчание репрессий хунты и причастность Пиночета к массовым убийствам и исчезновениям противников режима, однако координатор кампании Эугенио Гарсия счёл это слишком мрачным и предложил ему сделать основной акцент на позитивное развитие страны без Пиночета. Он же предложил взять за основу фразу «Chile, la alegría ya viene» и написать весёлую песню. Браво быстро написал текст, а композитор Хайме де Агирре — музыку. Несмотря на то, что агитация оппозиции выходила в неудобное время, композиция имела оглушительный успех, что воодушевило её авторов написать полноценный альбом песен, который в начале 1988 года был издан независимым лейблом «Alerce».
Главную тему альбома, несмотря на угрозу преследования, исполнили вокалист группы QEP Клаудио Гусман и Роза Эскобар, работавшая в то время в возглавляемом генералом Бруно Зибертом Министерстве общественных работ. Её отец, Даниэль Эскобар, входил в свергнутое хунтой правительство Сальвадора Альенде и был в числе «пропавших без вести», что побудило её принять участие в кампании.

## Список композиций
Список композиций в соответствии с официальным изданием альбома:
| №   | Исполнитель                      | Композиция                                    | Продолжительность |
| 1.  | Claudio Guzmán, Rosa Escobar     | Chile, la alegría ya viene (versión completa) | 2:30              |
| 2.  |                                  | Chile, la alegría ya viene (versión infantil) | 1:00              |
| 3.  | Rosa Escobar                     | Chile, la alegría ya viene (versión mujer)    | 1:00              |
| 4.  |                                  | Chile, la alegría ya viene (versión clásica)  | 3:05              |
| 5.  | Claudio Guzmán                   | Chile, la alegría ya viene (versión hombre)   | 1:00              |
| 6.  |                                  | Marcha de la alegría                          | 2:06              |
| 7.  |                                  | Chile, la alegría ya viene (jazz fusión)      | 1:11              |
| 8.  | Claudio Guzmán и Rosa Escobar    | Chile, la alegría ya viene (versión completa) | 2:30              |
| 9.  | Isabel Parra                     | No lo quiero, no                              | 3:54              |
| 10. | Claudio Guzmán                   | Lo he visto yo                                | 3:24              |
| 11. | Javiera Parra и Cristián Lecaros | Vamos a ganar                                 | 3:20              |

## В культуре
Песни из альбома звучат в чилийском фильме 2012 года «Нет», посвящённому кампании.